# Душеті
Душеті (груз. დუშეთი) – місто в Грузії, у мхаре Мцхета-Мтіанеті. Адміністративний центр муніципалітету Душеті. Статус міста офіційно проголошено 1801 року. У Душеті розташовано резиденцію Цілканської та Душетської єпархії Грузинської православної церкви.

## Географія
Місто розташоване у Душетській западині в передгір'ї Великого Кавказу, по обидва береги маленької гірської річки Душетісхеві, 900 м над рівнем моря. 
Окрім самого міста, Душетський муніципалітет включає декілька сіл історичної спільноти Пхові (Пшаві та Хевсуреті).  
Відстань від залізничної станції Мцхета – 33 км, від Тбілісі на північний схід – 54 км.

## Клімат
У Карелі вологий субтропічний клімат з переважно холодними зимами та тривало теплим літом.
| Кліматограма Душеті | Кліматограма Душеті | Кліматограма Душеті | Кліматограма Душеті | Кліматограма Душеті | Кліматограма Душеті | Кліматограма Душеті | Кліматограма Душеті | Кліматограма Душеті | Кліматограма Душеті | Кліматограма Душеті | Кліматограма Душеті |
| --- | ------------------- | ------------------- | ------------------- | ------------------- | ------------------- | ------------------- | ------------------- | ------------------- | ------------------- | ------------------- | ------------------- |
| С | Л                   | Б                   | К                   | Т                   | Ч                   | Л                   | С                   | В                   | Ж                   | Л                   | Г                   |
| 42 1 −9 | 42 3 −8             | 83 6 −4             | 143 12 0            | 135 17 5            | 94 21 9             | 76 24 12            | 70 25 13            | 69 20 9             | 86 14 4             | 55 8 −2             | 47 3 −7             |
| Середня макс. і мін. температури повітря (°C) Атмосферні опади (мм), за рік : 942 мм. Джерело: «Climate-Data.org» (англ.) |                     |                     |                     |                     |                     |                     |                     |                     |                     |                     |                     |

## Історія

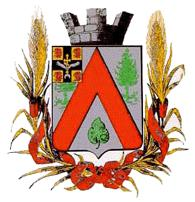
Герб Душеті 1875 року, використовувався у російській імперії

Вперше в письмових джерелах згадується у 1215 році. 
У XVII ст. тут була резиденція гірських володарів — Араґвійських князів, чия непокора Грузинській короні спричинила неодноразове вторгнення та спустошення міста королівськими військами. Внаслідок ліквідації князівства у 1740-х роках, Душеті перейшло під королівське підпорядкування, проте значно занепало. 
У 1756 році отримало статус феодального міста, а в 1802 році, після російської анексії стало центром новоствореного Душетського повіту. 
Душеті та його околиці стало місцем заворушень під час революції 1905 року, селянського повстання 1918 року та збройних зіткнень Серпневого повстання 1924 року проти совєтської влади. 
Під час радянської доби місто було центром харчової та легкої промисловості, проте потерпало від економічного занепаду та відтоку населення в пост-совєтський період. 

## Населення
Станом на 2022 рік чисельність населення міста налічує 6,837 осіб.

## Інфраструктура
У місті є консервна та молочна фабрики, підприємства харчової промисловості, заклади освіти та культурні установи (театр, краєзнавчий музей, Душетська геофізична обсерваторія). 
Місто також відоме своїм виробництвом хінкалі – різновидом м’ясних галушок, що є дуже популярними у Грузії. Більшість містян працює у сфері обслуговування (банки, школи, СТО, крамниці), а також у натуральному сільському господарстві.

## Пам'ятки
У місті збереглися церква Святого Ґіорґі (IX-X ст.), будинок службовців (XVII ст.), палац-фортеця Чілашвілі (XVIII ст.). Неподалік від міста є також кілька історичних та рекреаційних місць, як фортеця Ананурі та озеро Базалеті. 

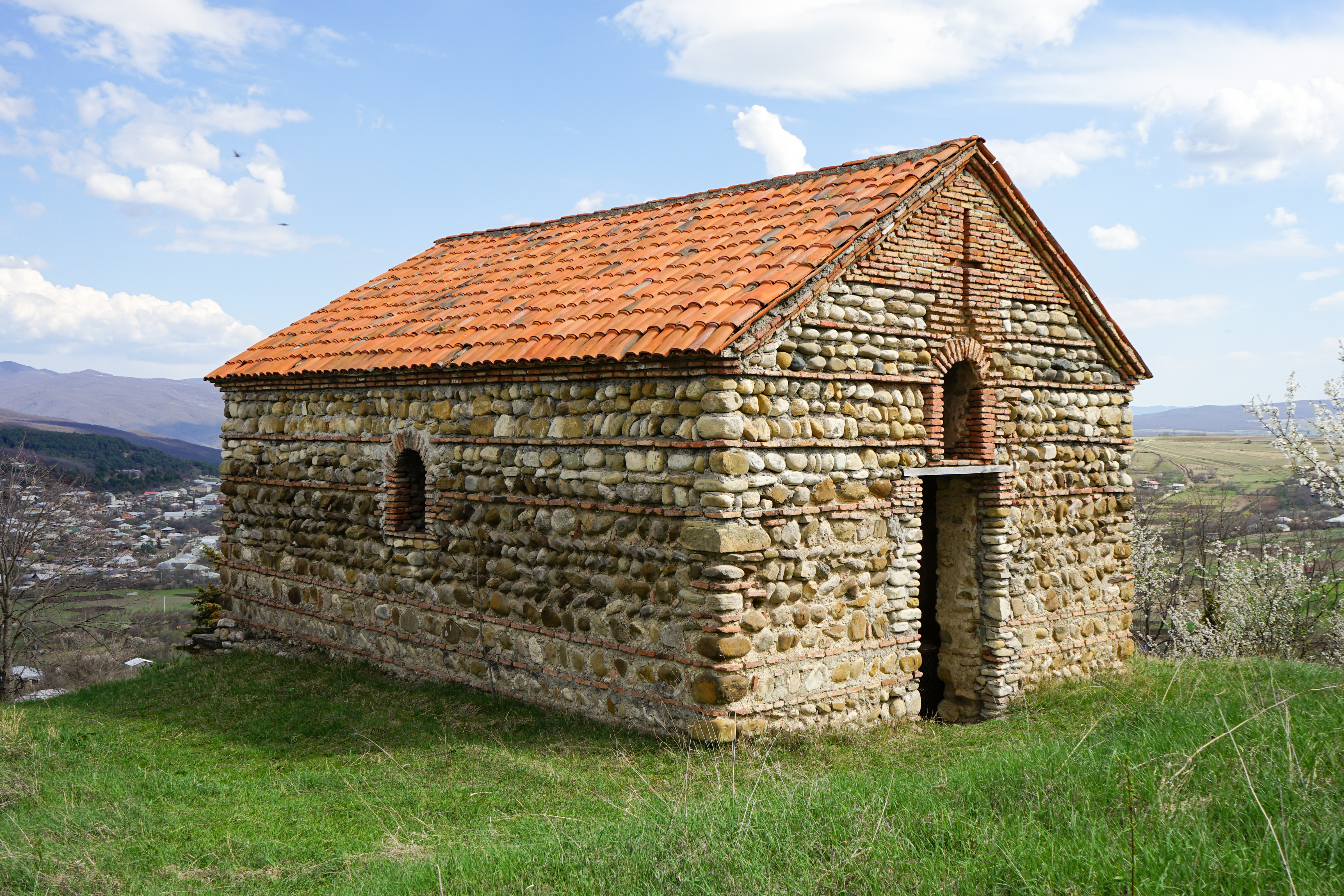
Церква Амілахвріанткарі
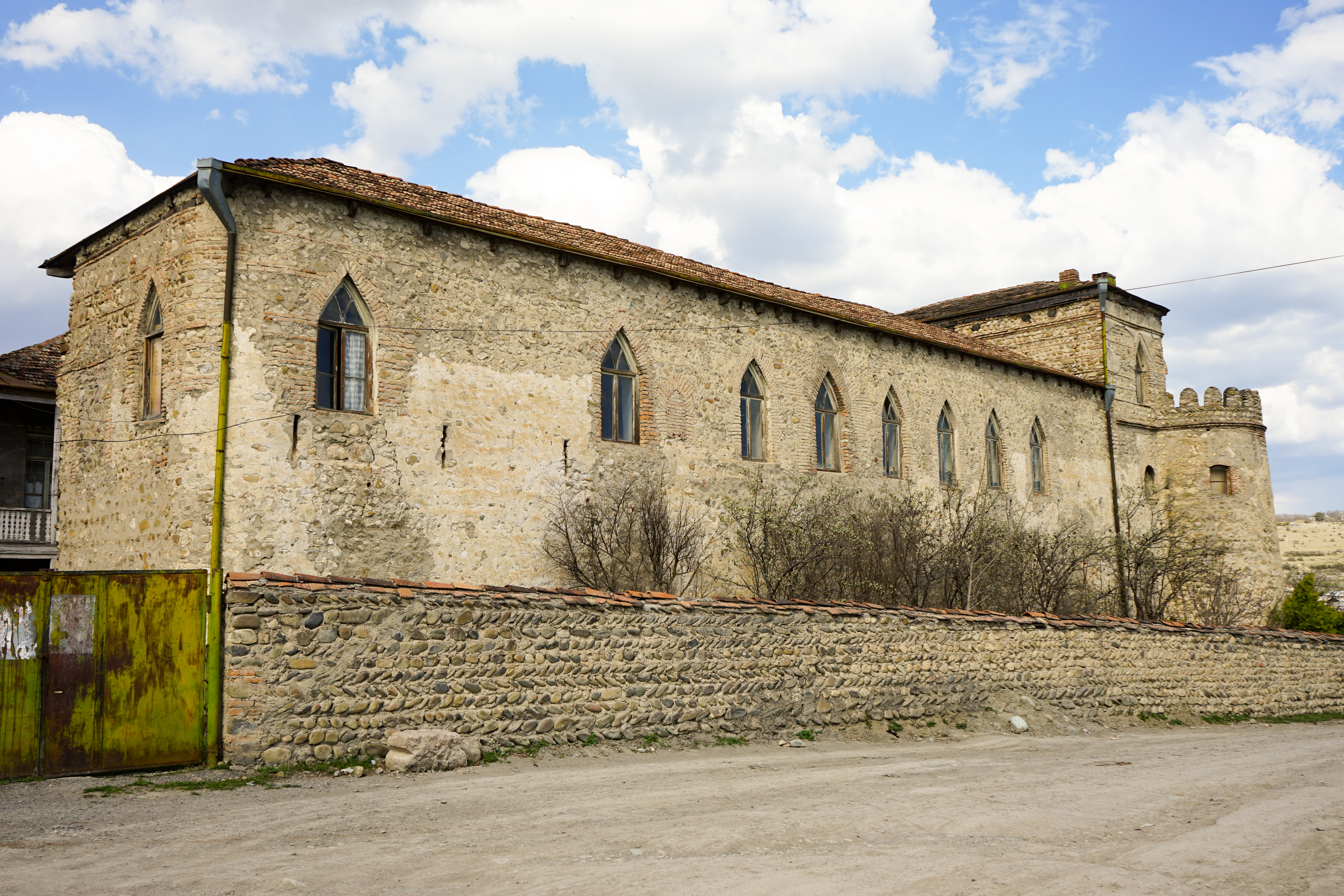
Палац-фортеця
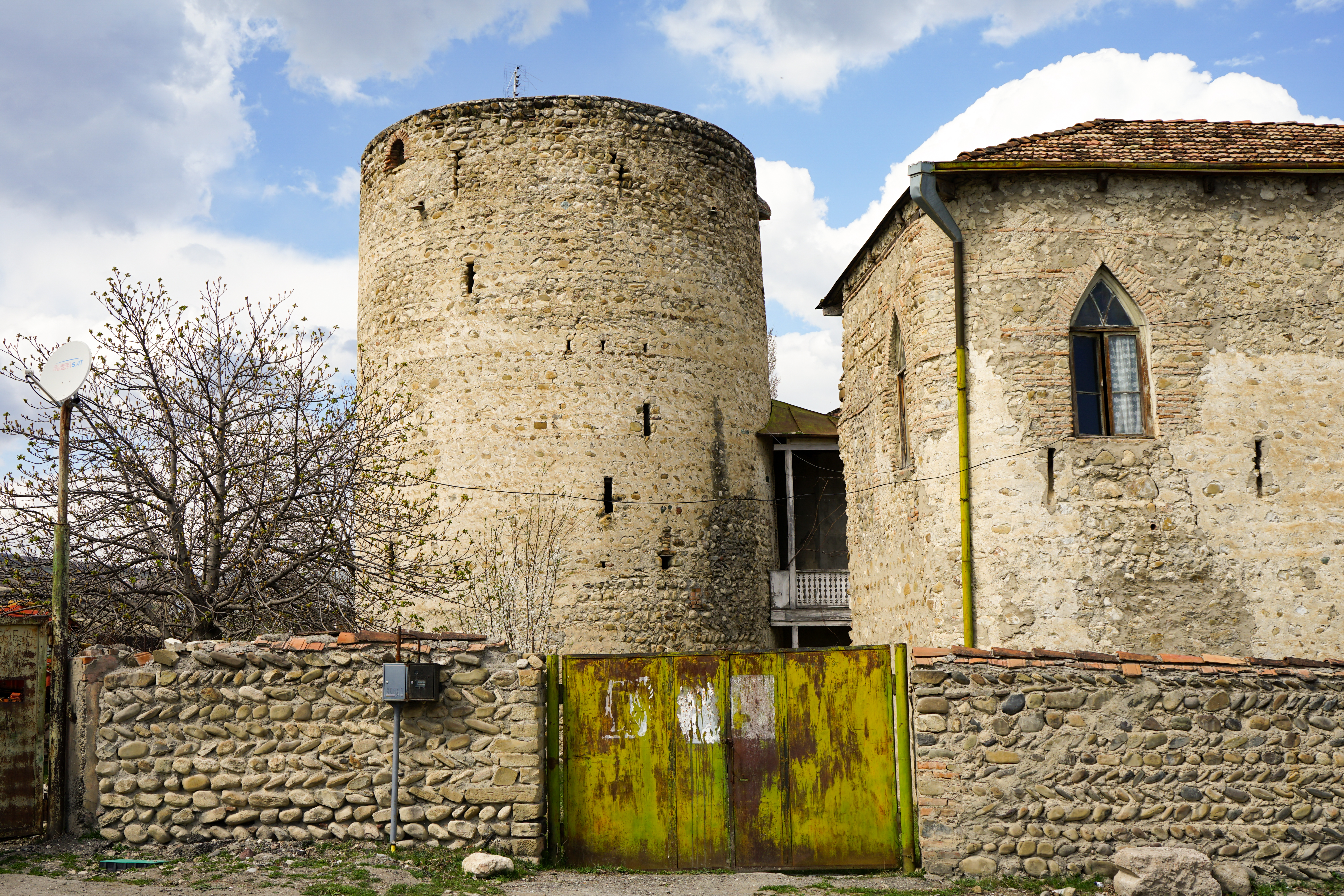
Чілашвілі
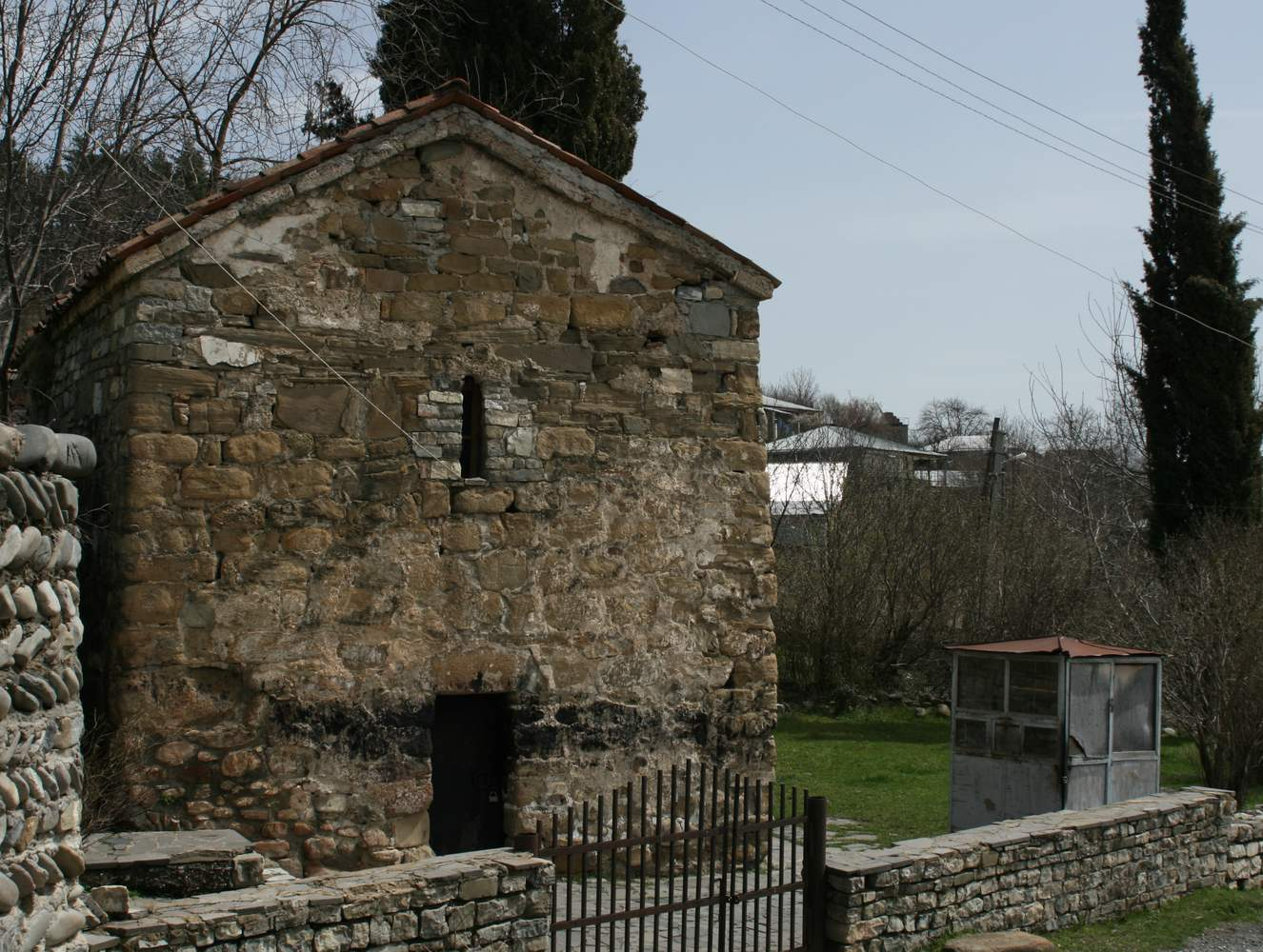
Церква Святого Ґіорґі
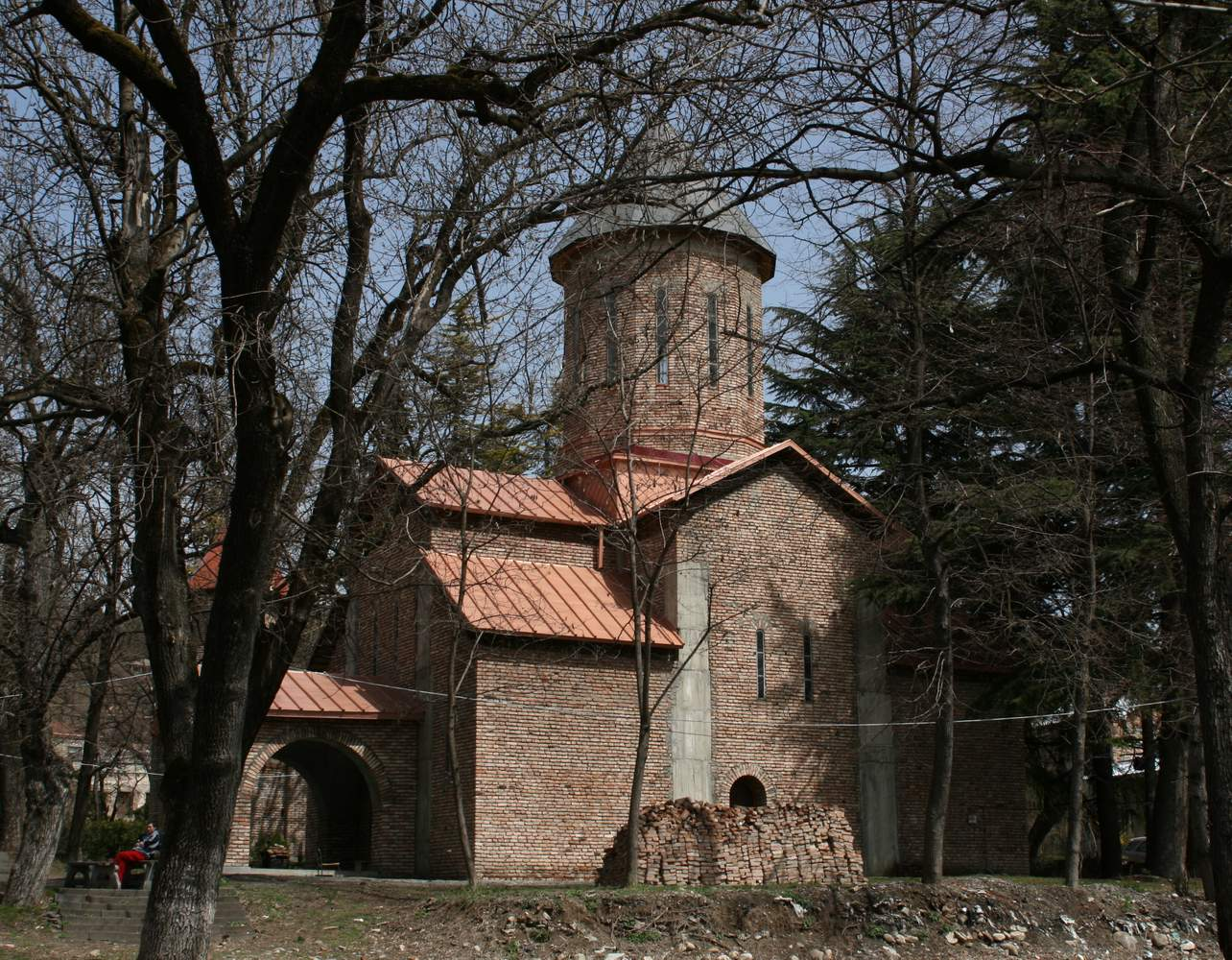
Церква Святого Миколая